# Albin Dalén
Johan Albin Dalén, född 23 juli 1866 i Borgunda socken, död den 25 juni 1940, var en svensk oftalmolog. Han var bror till Gustaf Dalén.
Dalén blev student vid Lunds universitet 1886, medicine licentiat vid Stockholms högskola 1895 och medicine doktor 1897 på avhandlingen Experimentala undersökningar öfver desinfektionen af ögats bindehinna. Efter att 1897–1902 ha verkat som docent i oftalmologi vid Karolinska institutet blev han 1902 docent och 1906 extra ordinarie professor i samma ämne i Lund. Från 1910 var han professor vid Karolinska institutet. Han blev emeritus 1931.
Bland hans skrifter märks Om holokainet särskildt med hänsyn till dess inverkan på hornhinneepitelet (1898), Neuritis optica och myelitis acuta (1899), Zur Kasuistik der Kataraktbildung nach elektrischer Entladung (1910). Dalén invaldes 1907 som ledamot av Fysiografiska sällskapet i Lund (1907) och var från 1911 ledamot av Karolinska Institutets Nobelkommitté. Han redigerade i samarbete med Fritz Ask Nordisk lärobok i oftalmiatrik (1923).